# Arkhanhelske (oblast de Kherson)
Arkhanhelske (ukrainien : Архангельське, russe : Архангельское) est une commune urbaine de l'oblast de Kherson, en Ukraine. Elle compte 329 habitants en 2021.

## Géographie
Arkhanhelske se trouve sur la rive droite du Dniepr, à 53 km au sud de Kryvyï Rih, à 75,5 km à l'ouest de Nikopol, à 105 km au nord-est de Kherson et à 350 km au sud-sud-est de Kiev.